# Olivér Varga
Olivér Varga (* 3. května 1952) byl slovenský a československý politik maďarské národnosti, po sametové revoluci poslanec Sněmovny lidu za hnutí Együttélés, respektive za Maďarské křesťanskodemokratické hnutí, později za formaci Maďarská ľudová strana.

## Biografie
Ve volbách roku 1990 zasedl do Sněmovny lidu (volební obvod Západoslovenský kraj) za hnutí Együttélés, zasedal pak v poslaneckém klubu Maďarského křesťanskodemokratického hnutí. V dubnu 1991 se se svou stranou rozešel a spolu s několika dalšími poslanci byl z MKDH vyloučen. Později byl členem klubu MĽS. Ve Federálním shromáždění setrval do konce funkčního období parlamentu, tedy do voleb roku 1992.